# マルチバス

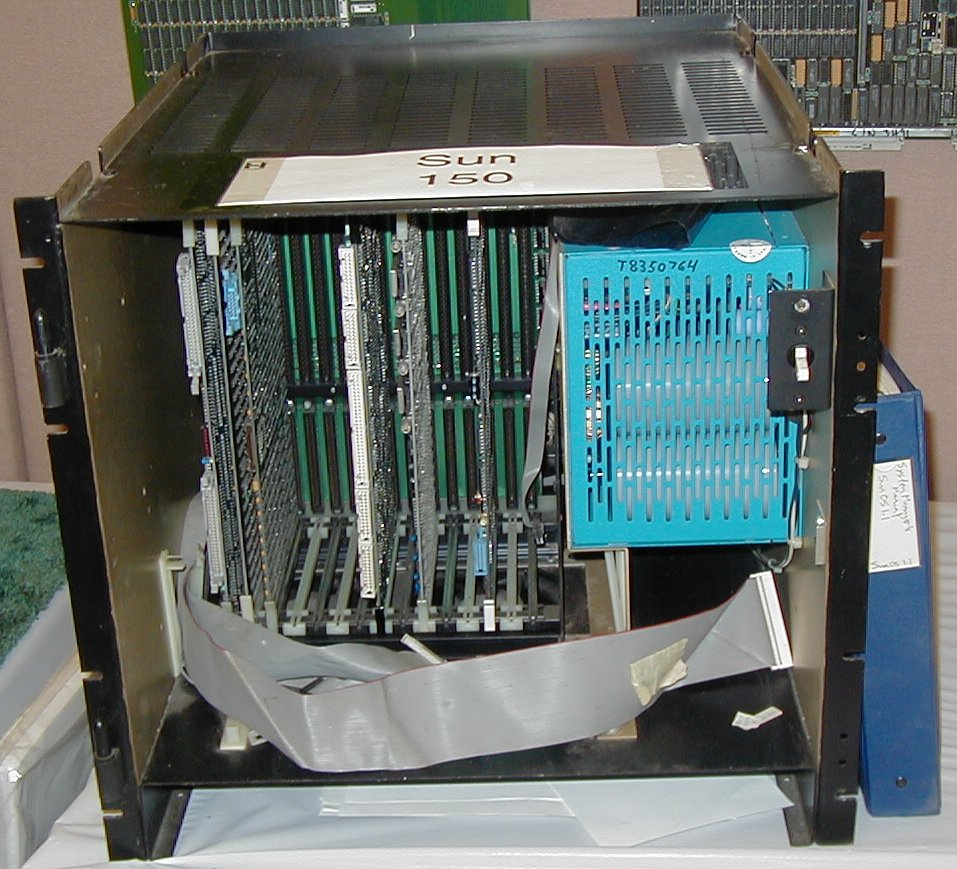
マルチバスを採用したSun 150

マルチバス(Multibus)は、産業用システムで使用されるコンピュータバスの規格である。インテルによって開発され、IEEE 765バス規格として採用された。
マルチバス仕様は、故障に強く、複雑な装置を設計することが可能な比較的大きなフォームファクタであり、重要な業界標準であった。
この業界標準は、よく定義され文書化されていたため、マルチバス互換の業界が成長した。
多くの企業がマルチバス用のカードを収める筐体を製作し、また別の企業がマルチバス用のCPU・メモリ・他の周辺ボードを製作した。
1982年には、100以上のボード・システムの製造業者が存在した。
これは、複雑なシステムを、商用オフザシェルフのハードウェアから作ることを可能にした。
また、各企業は独自のマルチバスボードを設計し、他のベンダのハードウェアと組み合わせることで、斬新なシステムを構築することができた。
良い例が、ワークステーションのSun-1とSun-2を製作した、サン・マイクロシステムズである。
サンは独自設計のCPU・メモリ・SCS・ビデオディスプレイボードに、スリーコムの
イーサネットボード・XylogicsのSMDディスクコントローラ・CipricoのTapemaster 1/2インチテープコントローラ・Skyの浮動小数点プロセッサ・Systechの16ポート端末インタフェースを加えて、ワークステーションやファイルサーバのシステムを構築した。
他のマルチバスベースのワークステーションベンダとしては、HP/APOLLOを構築したアポロコンピュータや、IRISを構築したシリコングラフィックスがあった。

## マルチバスの構造
マルチバスはいろいろな転送速度のデバイスを接続しながら、最大のスループットを維持できる、非同期バスである。20本のアドレスラインがあり、最大1 Mbのマルチバスメモリと、1 MbのI/O空間を使用することができる。しかし、ほとんどのマルチバスI/Oデバイスは、アドレス空間の最初の64 Kbしかデコードしていない。
マルチバスは、複数のプロセッサや他のDMA装置で共有するための、マルチマスタの機能をサポートしている。
標準的なマルチバスのフォームファクタは幅12インチ、長さ6.75インチの回路基板であり、前面に、取り外しのための2つのレバーを持っている。ボードは2つのバスを備えている。幅の広いP1バスは、マルチバス仕様で定義されている。2つ目の、より小さいP2バスはプライベートバスとして定義されている。

## マルチバスの規格
マルチバスには、以下のバス規格が含まれる:
- マルチバス システムバス - IEEE 796に採用
- iSBX (I/O拡張バス) - IEEE P959に採用
- iLBX (実行バス)
- マルチチャネルI/Oバス